# Фунт острова Мен
Фунт острова Мен (англ. Manx pound, менс. Punt Manninagh) — грошова одиниця Острова Мен, коронного володіння Великої Британії.
1 менський фунт = 100 пенсам.
В обігу перебувають банкноти номіналом в 1, 5, 10, 20, 50 фунтів, монети в 1, 2, 5, 10, 20, 50 пенси, 1, 2, 5 фунтів.
Обмінний курс фунта острова Мен зафіксований відносно британського фунта стерлінгів у співвідношенні 1:1. Поряд з менським фунтом на острові вільно приймаються фунти стерлінгів.

## Історія
Перші монети острова Мен були випущені у 1668 році купцем з Дугласу Джоном Мюрреєм — вони дорівнювали британським аналогам. Пенси Мюррея стали законним платіжним засобом у 1679 році за рішенням Тінвальду нарівні з монетами Великої Британії. На пенні Мюррея вперше з'явився Трискеліон і національний девіз: Quocunque Gesseris Stabit, який на початку XVIII ст. був змінений на Quocunque Jeceris Stabit («Як не кинеш, стоятиме»).